# Wolfgang Rappel
Wolfgang Rappel (* 26. März 1940; † 22. November 2022 in Starnberg) war Segelmacher und Weltmeister in der Segelbootklasse Drachen.

## Leben
Die Eltern von Wolfgang Rappel zogen 1944 an den Starnberger See, wo er sich in frühester Jugend bereits für die Segelboote interessierte. Allerdings war seine sportliche Ausrichtung mehr der Wintersport. Das Skifahren musste er jedoch nach einer Lungenentzündung aufgeben.
Rappel wurde Mitglied im Münchner Yacht-Club und später im Bayerischen Yacht-Club in Starnberg. Sein erstes Schiff war ein Pirat, seine ersten Erfolge erzielte er Mitte der 1960er-Jahre in der Klasse Flying Dutchman. Er gewann 1970 mit Hanno Stock den DAWES Challenge Cup.
Mit über 30 Jahren begann er hobbymäßig mit dem Fußballspielen bei der SpVgg Starnberg. Seine Segelmacherei Bavarian Sails löste er 2017 auf.

## Seglerische Erfolge
- 1985 – Zusammen mit Michael Obermaier und Michael Lipp Weltmeister in der Drachen-Klasse in Frankreich[4]
- 1995 – Vizeeuropameister in der Drachen-Klasse
- 2007 – Zusammen mit Hans Jürgen Benze und Michael Lipp Vizeeuropameister in der Drachen-Klasse in Finnland[5]